# Bolueta

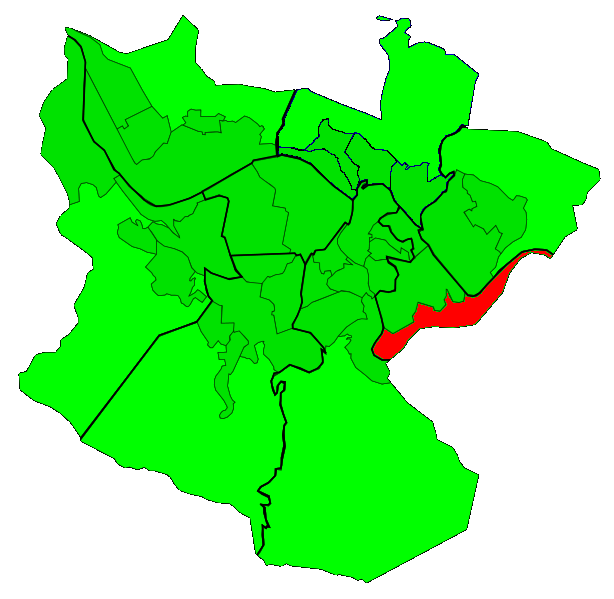
Ubicación de Bolueta en Bilbao

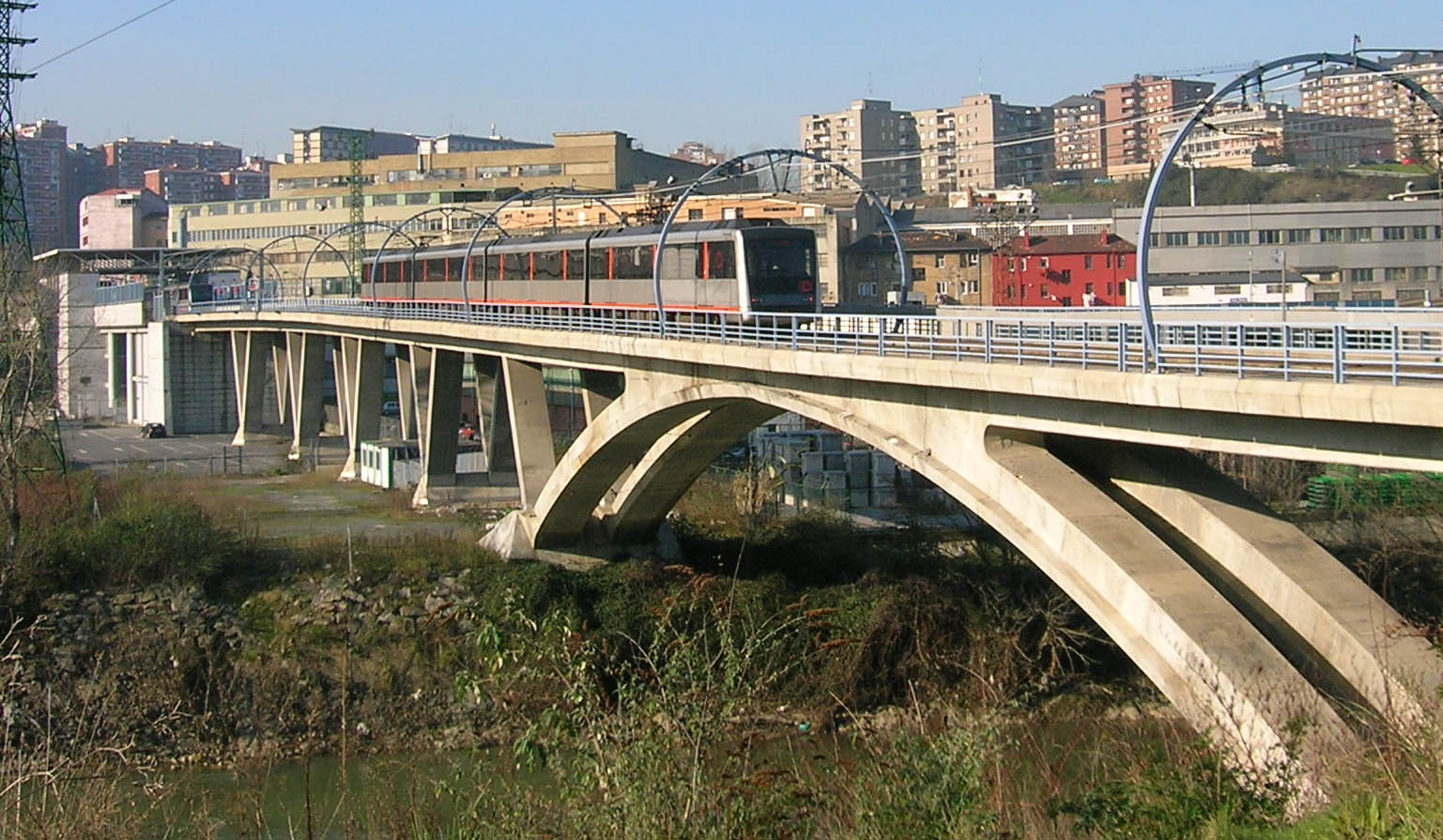
Estación de metro

Bolueta es un barrio de Bilbao perteneciente al distrito de Begoña. Tiene una extensión de 0,77 kilómetros cuadrados y una población de 3696 habitantes. Tiene forma alargada y limita al norte con Santuchu, Churdínaga y Ocharcoaga, al sur con Echévarri, Basauri y la estación de Ollargan (Arrigorriaga), y al oeste con La Peña.

## Historia
En 1840 se construyó la primera planta de transformación de acero moderna de Vizcaya, Santa Ana de Bolueta. Posteriormente se desarrollaron otras industrias relacionadas con el metal, pero la gente no vivía en el barrio. Sólo se construyeron algunas viviendas a partir del 1950 en la zona fronteriza con Santuchu, conocidas como Grupo Sagarminaga. En 1997, el metro de Bilbao llega al barrio con la estación de Bolueta. Euskotren comunica el barrio con las comarcas del Duranguesado y Busturialdea-Urdaibai, hasta septiembre de 2019. En la actualidad, desde el 25 de marzo de 2022 Bolueta dispone, en el lugar donde estaba el apeadero de [Euskotren Trena], de una parada de [Euskotren Tranbia] llamada Bolueta y conectada con las líneas 1 y 2 de [Metro Bilbao]. Además, se está regenerando el barrio con la construcción de unas torres de viviendas.
Los terrenos donde se situaban Santa Ana de Bolueta y Cilindros Bolueta, propiedad de Sidenor, fueron adquiridos por el Gobierno Vasco, que ha hecho un proyecto para construir 1100 viviendas (de ellas, 600-700 de protección oficial) y las denominadas Torres Bolueta, las más altas del País Vasco.